# František Škroup

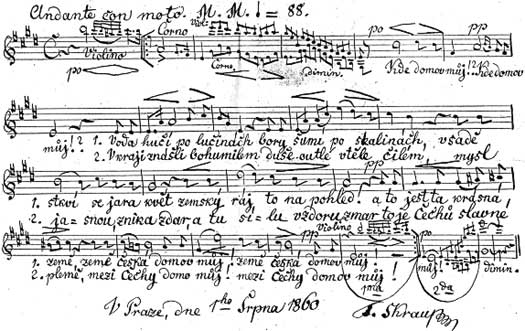
Partitura de Kde domov můj?, el himno nacional checo compuesto por Škroup

František Jan Škroup (Osice, 3 de junio de 1801-Róterdam, 7 de febrero de 1862) fue un compositor, director de orquesta, cantante, organista, flautista y profesor de música checo, pionero del nacionalismo musical checo. 

## Biografía
Estudió Derecho en la Universidad de Praga, pero se dedicó a la música. Fue autor de la primera ópera en checo: Dráteník (El calderero, 1829). Creó la melodía del que sería el himno nacional checo Kde domov můj? (¿Dónde está mi hogar?, 1834). Fue director musical del Teatro Estatal de Praga, donde estrenó óperas de Verdi y Wagner. Entre los años 1836 y 1845 trabajó como organista de la Sinagoga Española de Praga.
Su hermano Jan Nepomuk Škroup fue también compositor.

## Obras
- Dráteník (1825)
- Der Nachtschatten (1827)
- Oldřich a Božena (1828)
- Der Prinz und die Schlange (1829)
- Bratrovrah (1831)
- Die Drachenhöhle (1832)
- Fidlovačka aneb Žádný hněv a žádná rvačka (1834)
- Libušin sňatek (1835)
- Čestmír (1835)
- Pouť k chrámu umění (1846)
- Die Geisterbraut
- Drahomíra (1848)
- Žižkova smrt (1850)
- Der Meergeuse (1851)
- Don César a spanilá Magelona (1852)
- Columbus (1855)